# 3 avril 1975
Le jeudi 3 avril 1975 est le 93e jour de l'année 1975.

## Naissances
- Charlie Cruz, musicien portoricain
- Gaël Arandiga, joueur de rugby français
- Ivo Jan, joueur professionnel slovène de hockey sur glace
- Koji Uehara, joueur de baseball japonais
- Kornél Mundruczó, cinéaste hongrois
- Laurent Bàn, chanteur français
- Masaki Ogawa, joueur de football japonais
- Michael Olowokandi, joueur de basket-ball britannique
- Nachson Wachsman (mort le 14 octobre 1994), soldat de Tsahal
- Norman Jordaan, joueur de rugby sud-africain
- Shawn Bates, joueur de hockey sur glace américain
- Spiller, DJ italien
- Thomas Hamilton, joueur de basket-ball américain

## Décès
- Gérard Ouellet (né le 17 février 1913), personnalité politique canadienne
- Isabella Quaranta (née le 30 décembre 1892), actrice italienne
- Joaquín Juan Roig (né le 9 juin 1908), footballeur espagnol
- Lloyd Stearman (né le 26 octobre 1898), ingénieur, aviateur et industriel américain
- Mary Ure (née le 18 février 1933), actrice de cinéma
- Otto Soglow (né le 23 décembre 1900), auteur de bandes dessinées américain